# Registratur
Registratur (även registertraktur) kallas i en piporgel de delar i regerverket som överför rörelsen mellan registerandragen eller manubrierna (vipporna) vid spelbordet och väderlådornas slejfer eller registerventiler inne i orgelhuset.
Förbindelsen kan vara mekanisk, pneumatisk eller elektrisk.